# Seda Safarjan
Seda Safarjan (armenisch Սեդա Սաֆարյան, wiss. Transliteration Seda Safaryan; * 8. August 1962 in Woskewan, Provinz Tawusch) ist eine armenische Richterin. Seit 2022 ist sie Richterin am Verfassungsgericht der Republik Armenien.

## Leben und Wirken
Safarjan studierte Rechtswissenschaften an der Staatlichen Universität Jerewan, wo sie 1991 ihren Abschluss machte. Anschließend war sie in Armenien als Rechtsanwältin tätig. 2006 wurde sie als Anwältin auch am Kassationsgerichtshof zugelassen. Von 2009 bis 2010 war sie Mitglied einer vom Präsidenten Armenien eingesetzten Untersuchungskommission, die die Proteste in Armenien 2008 aufarbeiten sollte. Von 2015 bis 2022 war sie Mitglied des Kuratoriums des Armenischen Instituts für Internationale und Sicherheitsangelegenheiten und dort Leiterin der Projekte „Kriminalität, Justiz und Innere Sicherheit“ und „Justizreformen“.
Im Juni 2022 wurde Safarjan von der armenischen Regierung als Richterin für das Verfassungsgericht der Republik Armenien nominiert und am 16. Dezember 2022 nach der Wahl durch das Parlament ernannt. Bereits im Februar 2023 wurde sie vonseiten der Opposition dafür kritisiert, dass sie ihren eigenen Ehemann als Fahrer angestellt und auch noch nach ihrer Ernennung zur Verfassungsrichterin ihre Anwaltstätigkeit weiter fortgeführt und Mandanten vor Gericht vertreten hatte. Ein darauffolgender Antrag der Opposition, Safarjan ihres Amtes zu entheben, wurde im März 2023 mit der Regierungsmehrheit abgelehnt.